# Alkenylgroep

Structuurformule van styreen, met aanduiding van de alkenylgroep (in dit geval de vinylgroep).

Een alkenylgroep is een functionele groep afgeleid van alkenen. Het betreffende substituent bezit dus minstens 1 dubbele binding. Het bekendste en tevens meest eenvoudige voorbeeld van een alkenylgroep is de vinylgroep (ook aangeduid als ethenylgroep), die voorkomt in onder andere vinylchloride, acroleïne, myrceen en styreen.
Naar analogie met de alkylgroepen wordt het koolstofatoom waaraan de alkenylgroep gekoppeld is met het nummer 1 aangeduid. Van daaruit wordt verder genummerd tot het einde van het substituent. In de naamgeving dient de positie van de dubbele binding ook te worden aangegeven met een nummer.
De aanwezigheid van de dubbele binding maakt de alkenylgroepen reactief: ze kunnen onder andere elektrofiele addities ondergaan.